# تورستين امفت
تورستين امفت (بالألمانية: Torsten Amft)‏ (مواليد: 14 يناير 1971 لايبزيغ، ألمانيا) هو مصمم أزياء ألماني ولد في مدينة برلين. عرض العديد من تصاميمه في نيويورك وطوكيو، عمل مع جياني فيرساتشي وهيلموت نيوتون.

## وصلات خارجية
- الموقع الرسمي